# Elizaveta Ermolaeva
Elizaveta Aleksandrovna Ermolaeva (in russo Елизавета Александровна Ермолаева?; 2 aprile 1930) è un'ex mezzofondista sovietica.

## Palmarès

### Europei
- 1 medaglia:
  - 1 oro (Stoccolma 1958 negli 800 m piani)

### Universiadi
- 1 medaglia:
  - 1 oro (Parigi 1957 negli 800 m piani)